# Molí de Sanaüja
El Molí de Sanaüja és un edifici del municipi de Sanaüja (Segarra) que forma part de l'Inventari del Patrimoni Arquitectònic de Catalunya.

## Descripció
Antic molí fariner, molt modificat amb el pas del temps situat a la riba esquerra de la riera de Sanaüja, en una zona d'horts i aïllat de qualsevol edificació. L'edifici se'ns presenta de planta rectangular, estructurat a partir de planta baixa, primer pis i golfes. La coberta exterior de l'edifici és a doble vessant i realitzada amb teula àrab.
Les constants modificacions que ha sofert l'edifici per adaptar-lo a granja ramadera i estable de bestiar, han desdibuixat la fisonomia d'aquest primitiu molí. Malgrat tot, encara s'observen alguns elements identificadors de la seva funció original. Així doncs, a la planta baixa de l'edifici trobem part del mecanisme del funcionament del molí, com el farinal, les moles, l'arbre de ferro, etc.
Malauradament l'abundant vegetació del lloc així com l'estat ruïnós de l'edifici, no permetia a principis del segle XXI evidenciar alguns trams de murs corresponents a l'estructura de la bassa del molí, ni documentar l'estructura del cacau.

## Història
El molí fariner segarrenc necessitava una gran bassa per poder emmagatzemar el màxim d'aigua pel seu funcionament. Una de les parts més importants era el cacau, que es bastia a un extrem de la bassa i tenia com a funció regular la pressió de l'aigua en la seva caiguda. Del cacau l'aigua passava d'un canal a un rodet, generalment de fusts i disposat horitzontalment. El moviment giratori del rodet es transmetia a l'eix de fusta, eix que tenia el seu extrem superior la nadilla o hèlix de ferro que encaixava a la mola superior. Aquesta pedra girava sobre la mola inferior fixada. La pressió de les dues moles convertia el gra amb farina.